# ジョイフィット
スポーツクラブジョイフィット（JOYFIT）は、株式会社オカモトホールディングスの子会社・株式会社ヤマウチがフランチャイズ方式を主体に全国展開するフィットネスクラブ（スポーツクラブ）である。運営会社としてかつて存在した株式会社ジョイフィットについてもここで述べる。

## 概要
1996年に岡本石油が岡本企業と岡本企画を合併して株式会社オカモトと商号変更する以前の1991年にオカモトグループにて「フィットネスクラブBIO」としてフィットネスクラブ事業を開始。
2001年に「JOYFIT」1号店が開店され、2002年にオカモトグループの子会社であった株式会社パトスを株式会社ジョイフィットに商号変更し、2004年にスポーツクラブJOYFITのFC本部が開設される。
2008年に株式会社ジョイフィットは株式会社オカモトに合併、オカモトは社内カンパニーを採用して、運動施設関連ビジネスを担当する事業部をジョイフィット ヘルステック カンパニー（JHC=JOYFIT HEALTHTECH COMPANY）とする。2010年に株式会社オカモトが株式会社パワーリハを完全子会社化し、2013年の会社組織再編の際、株式会社パワーリハをウェルネスフロンティアと商号変更した上で、ジョイフィット ヘルステック カンパニーや株式会社アイテックを合併。
2014年に、中国において健康前沿控股有限公司（WELLNESS FRONTIERHOLDINGSCO.LTD）や活悦健身咨詢 (上海）有限公司（WELLNESS FRONTIER （SHANGHAI）CO.LTD）健康前沿（香港）有限公司（WELLNESS FRONTIER （HONGKONG）CO.LTD）を設立し、2015年に上海に、2018年に台湾に「JOYFIT24」をオープンしている。
2023年2月1日付けで、ヤマウチがウェルネスフロンティアを吸収合併。
ジョイフィットの特徴は、通常の月会費制度のほかに、月会費が不要で6 - 10分あたり100円の時間従量制コースがあること。また月会費の場合は9000円程度と他のスポーツクラブより多少安価である。定休日も今までは原則なかったが最近は月1回程度のメンテナンス日を設けている場合もある。営業時間は8時（温浴付帯施設は6時）から24時まで（土日祝含）の店舗と一部では24時間オープンの店舗もある。スタジオプログラムとして店舗によりレスミルズプログラム・ラディカルプログラムなども導入している。
主に、テナントの撤退後の物件をリフォームして利用する居抜き出店をしていたが、新築物件も増えている。基本的にはシャワーのみの施設であったがサウナやホットヨガスタジオ、プール、風呂を付設したものもある。チェックイン時、ICカード自動改札方式を採用。清掃も他のスポーツクラブより簡素化して徹底したコスト節約をして同形態の他社より多少安価な価格帯となっている。
2021年1月31日、全店舗の15%にあたる46店舗の営業を終了。その一方で、同じオカモトホールディングスが運営する別ブランドの24時間フィットネスジム「FIT365」の出店が急増している。

## 沿革

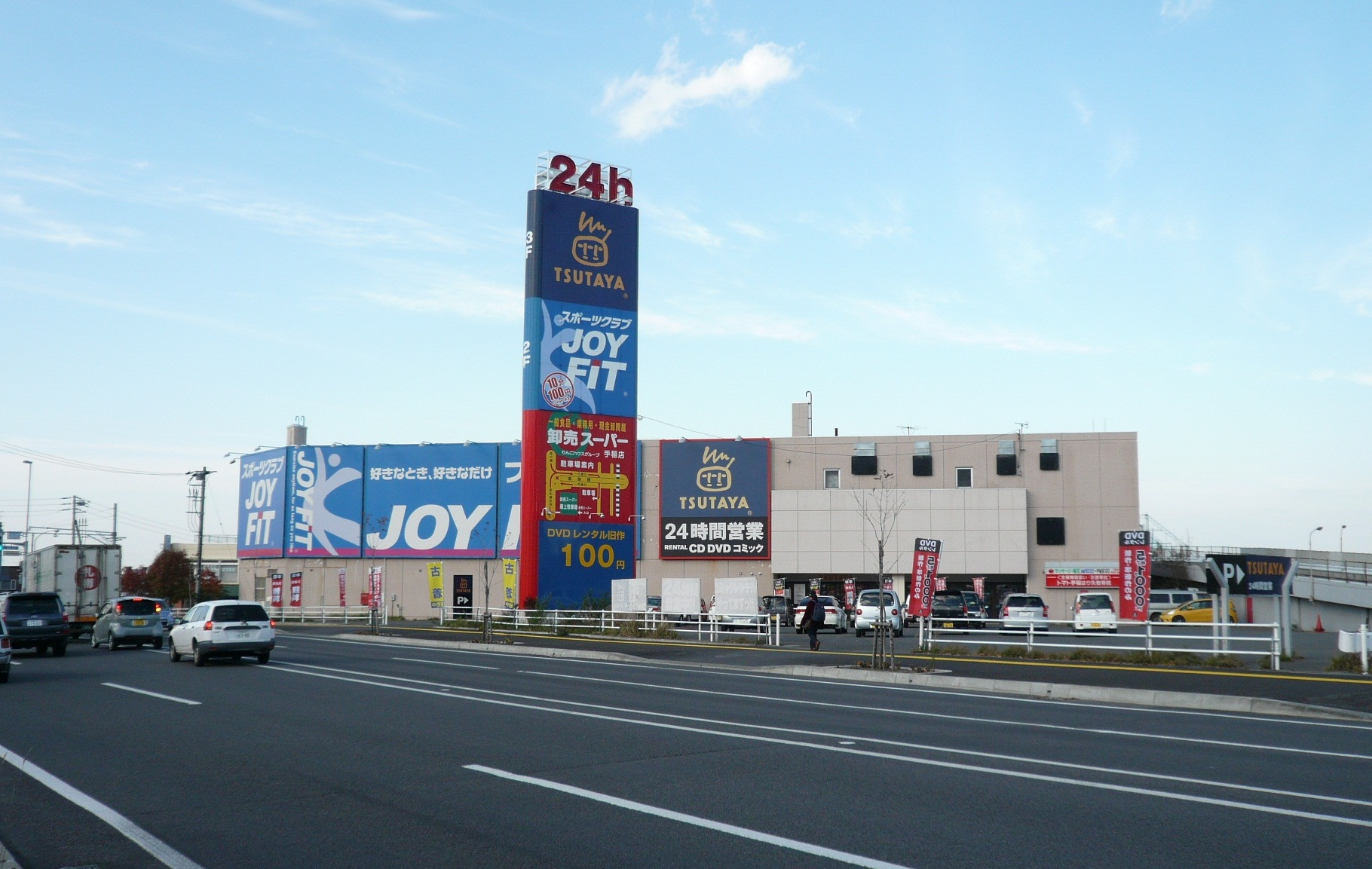
スポーツクラブジョイフィット手稲（2010年10月）

- 1984年 - スイミングスクール事業開始、帯広スイミングスクール開設。
- 1986年- 幼児教育事業、帯広チャイルドスクール開設。
- 1991年 - フィットネスクラブ事業開始、フィットネスクラブBIO開設。
- 2001年 - 「JOYFIT」1号店が開店。
- 2002年 - 株式会社パトスの商号を株式会社ジョイフィットに変更。
- 2004年 - スポーツクラブJOYFITのFC本部が開設
- 2008年 - 株式会社オカモトが株式会社ジョイフィットを合併。運動施設関連ビジネスを担当する社内カンパニーとしてジョイフィット ヘルステック カンパニーを設立。
- 2013年 - 株式会社オカモトが株式会社ウェルネスフロンティアと社内カンパニーのジョイフィット ヘルステック カンパニーを合併させる。
- 2014年 - 中国において健康前沿控股有限公司（WELLNESS FRONTIERHOLDINGSCO.LTD）や活悦健身咨詢 (上海）有限公司（WELLNESS FRONTIER （SHANGHAI）CO.LTD）、健康前沿（香港）有限公司（WELLNESS FRONTIER （HONGKONG）CO.LTD）を設立。
- 2023年 - 2月1日付けで、ヤマウチがウェルネスフロンティアを吸収合併。

## 営業形態
JOYFIT
一般的なフィットネスジム。
JOYFIT24
マシンジムに特化した24時間営業のフィットネスジム。
JOYFIT YOGA
女性専用のヨガスタジオ。
JOYFIT＋
EMSスーツを着用して体を動かすパーソナルジム。

## フランチャイジー
2020年9月現在の主なフランチャイジー
ファイコム
音通の子会社。本社は大阪府。27店舗を運営。
ケイ・ネクスト
群馬県、栃木県、茨城県で9店舗を運営。
アークランドサカモト
新潟県に本社を置くホームセンター。2019年にヴァ―テックスより事業承継。8店舗を運営。
天満屋フィットネス
岡山県の百貨店・天満屋の子会社。岡山県、広島県で8店舗を運営。
ヴァーテックス
新潟県に本社を置く卸売・小売企業。大阪府に3店舗運営。一部店舗をアークランドサカモトに譲渡
ライフ白銅
東京都に本社を置く小売・サービス業者。埼玉県、神奈川県で3店舗を運営。
株式会社PLACE
本坊グループの一つ株式会社サナスの子会社。本社は鹿児島県。鹿児島県と宮崎県で3店舗を運営。